# Генрі Гетевей
Генрі Гетевей (англ. Henry Hathaway; 1898—1985) — американський кінорежисер і продюсер.

## Біографія
Уроджений Генрі Леопольд де Файнс (Henry Leopold de Fiennes). Батько — актор і театральний менеджер Роді Гетевей (1868—1944); мати — маркіза Ліллі де Фіннес (1876—1938), уродженка Угорщини, бельгійська аристократка, що виступала на сцені під псевдонімом Джин Гетевей.
У 1925 році почав працювати в німому кіно асистентом у відомих режисерів Віктора Флемінга, Джозефа фон Штернберга, Фреда Нібло. Як режисер дебютував у 1932 р. вестерном «Спадщина пустелі», в якому зіграв свою першу зіркову роль Рендольф Скотт.
У 1940—1950-ті роки. Гетевей почав знімати фільми у напівдокументальному дусі, часто у стилі нуар; найвідоміші роботи цього періоду — «Будинок на 92-й вулиці» (1945), «Поцілунок смерті» (1947), «Дзвонити Нортсайд 777» (1948) і «Ніагара» (1953) з Мерилін Монро, яка починала свою карьєру.
У 1960-ті Гетевей повернувся до улюбленого жанру, знявши кілька вестернів з актором Джоном Уейном, включаючи «Справжню мужність» (1969). Також він був одним з режисерів епічного вестерну «Як підкорили Захід» (1962).

## Фільмографія
- 1932 — The Thundering Herd
- 1932 — Спадщина пустелі / Heritage of the Desert
- 1934 — Людина у лісі / Man of the Forest
- 1934 — Маленька міс Маркер / Little Miss Marker
- 1934 — Тепер і назавжди / Now and Forever
- 1934 — Година чаклунства / The Witching Hour
- 1935 — Життя бенгальського улана / The Lives of a Bengal Lancer
- 1935 — Пітер Іббетсон / Peter Ibbetson
- 1936 — Йди на захід, юначе / Go West Young Man
- 1936 — Стежка самотньої сосни / The Trail of the Lonesome Pine
- 1936 — Я любила солдата / I Loved a Soldier
- 1937 — Занапащені в морі / Souls at Sea
- 1938 — Породження Півночі / Spawn of the North
- 1939 — Справжня слава / The Real Glory
- 1940 — Брігхем Янг / Brigham Young
- 1940 — Джонні Аполлон / Johnny Apollo
- 1941 — Ковбой з пагорбів / The Shepherd of the Hills
- 1941 — Захід сонця / Sundown
- 1942 — Китаянка / China Girl
- 1943 — Вона вирішує ризикнути / A Lady Takes a Chance
- 1944 — На одному крилі та молитві / Wing and a Prayer
- 1945 — Будинок на 92-й вулиці / The House on 92nd Street
- 1945 — Ноб Хілл / Nob Hill
- 1946 — Темний кут / The Dark Corner
- 1947 — Будинок 13 на вулиці Мадлен / 13 Rue Madeleine
- 1947 — Поцілунок смерті / Kiss of Death
- 1948 — Дзвонити Нортсайд 777 / Call Northside 777
- 1949 — Вперед до моря! / Down to the Sea in Ships
- 1950 — Чорна троянда / The Black Rose
- 1951 — Лис пустелі: Історія Роммеля / The Desert Fox: The Story of Rommel
- 1951 — Пограбування поштової станції / Rawhide
- 1951 — Тепер ти на флоті / You're in the Navy Now
- 1951 — Чотирнадцять годин / 14 Hours
- 1952 — Дипкур'єр / Diplomatic Courier
- 1952 — Вождь червоношкірих та інші… / O. Henry's Full House
- 1953 — Біла шаманка / White Witch Doctor
- 1953 — Ніагара / Niagara
- 1954 — Сад зла / Garden of Evil
- 1957 — Легенда про втрачене / Legend of the Lost
- 1958 — З пекла до Техасу / From Hell to Texas
- 1960 — На північ від Аляски / North to Alaska
- 1960 — Сім злодіїв / Seven Thieves
- 1962 — Як підкорили Захід / How the West Was Won
- 1964 — Світ цирку / Circus World
- 1965 — Невада Сміт / Nevada Smith
- 1965 — Сини Кеті Елдер / The Sons of Katie Elder
- 1965 — Останнє сафарі / The Last Safari
- 1968 — П'ятикартковий покер / 5 Card Stud
- 1969 — Справжня мужність / True Grit
- 1970 — Аеропорт (лише деякі зимові сцени)/ Airport (some winter outdoor scenes only)
- 1971 — Відстріл / Shoot Out
- 1971 — Похід Роммеля / Raid on Rommel